# 道の駅草津運動茶屋公園
道の駅草津運動茶屋公園（みちのえき くさつうんどうじゃやこうえん）は、群馬県吾妻郡草津町にある国道292号の道の駅である。標高は1,231mで道の駅の中では「道の駅美ヶ原高原」に次いで2番目の標高の高さにある。

## 施設
- 駐車場（小型車99台、大型車10台、身体障害者用2台）
- トイレ（男11、女6、身体障害者用1）
- 公衆電話（1基）
- レストハウス
  - 総合案内カウンター（ソフトクリームの販売あり）
- 日・独ロマンチック街道資料館
  - ロマンチックショップ（草津温泉のお土産屋）
- 高山植物資料館（草津浪漫特撰という特産品を取り扱う）
- 草津ベルツ記念館
  - ミュージアムショップ（草津町と姉妹都市の土産を取り扱う）（「ゆもみちゃん」グッズの取り扱いもあり）
  - ベルツ記念館（2F）
- 高山植物園
  - 草津温泉の標高を生かした数々の高山植物を見る事が出来る植物園。コマクサなどの貴重な植物も観賞可（夏期のみ）
- つつじ園
- 展望歩道橋（草津の温泉街や浅間山が望める展望台（有料望遠鏡あり））
- 森の学校（道の駅の裏山に小規模なハイキングコースあり）
- EVカー用の充電装置（駐車場に1機）

### かつてあった施設
- スキー資料館（閉館日不明）
- ベースボールスター博物館（2013年3月24日閉館）

## 道路
- 国道292号

## 周辺
- 草津温泉
- 草津熱帯圏
- 国立療養所栗生楽泉園
- 草津温泉スキー場
- 草津町立草津中学校
- 草津町立草津小学校
- 草津町役場